# Shi Jinglin
Pour les articles homonymes, voir Shi.
Shi Jinglin est une nageuse chinoise née le 3 janvier 1993 à Nankin. Elle remporte la médaille de bronze du 200 mètres brasse aux Jeux olympiques d'été de 2016 à Rio de Janeiro.

## Palmarès

### Championnats du monde

#### Grand bassin
- Championnats du monde 2015 à Kazan :
  -  Médaille d'or du relais 4 × 100 m quatre nages
  -  Médaille de bronze du 200 m brasse
- Championnats du monde 2017 à Budapest :
  -  Médaille de bronze du 200 m brasse
  -  Médaille de bronze du relais 4 × 100 m quatre nages mixte (participe uniquement aux séries)